# Glossu Rabban
Glossu Rabban je jeden z hrdinů knižní science fiction série Duna od spisovatele Franka Herberta. Rovněž vystupuje v sérii tří Předeher k Duně a prvním dílu plánované tetralogie Paul z Duny, které vytvořila spisovatelská dvojice Brian Herbert a Kevin J. Anderson.

## Osobnost
Glossu Rabban (10132-10193), hrabě z Lankiveilu, byl příslušníkem rodu Harkonnenů. Byl synem Abulurda Harkonnena (Rabban bylo jméno po matce), synovcem Vladimira Harkonnena a starším bratrem Feyda-Rauthy. Poté, co byl adoptován do rodiny Vladimira Harkonnena, přijal přízvisko Harkonnen. Teoreticky byl na-baronem, tj. nástupcem barona, Vladimir Harkonnen však za svého nástupce zvolil Rabbanova mladšího bratra Feyda, především kvůli jeho nepoměrně vyšší inteligenci.
Glossu měl zavalitou postavu (se svým strýcem sdílel sklony k tloustnutí), široká ramena a blízko posazené oči. Neoplýval velkou moudrostí, což však vynahrazoval – i na Harkonnena – velkou brutalitou a výbušnou povahou. Díky tomu dostal přezdívku „Bestie Rabban“. V původní sérii mu toto označení dali fremeni, dle Předeher získal tento titul díky tomu, že zabil vlastního otce Abulurda. Fremeni mu také ve vlastním jazyce říkali „Mudír nahjá“, což znamená „ďábelský vládce“.

## Předehry k Duně
V Předehrách se setkáváme s mladým Rabbanem, který vyrůstá u svého strýce a v podstatě vrší jeden omyl za druhým – při baronově vyjednávání s Bene Gesseritem nevydrží nečinně čekat a pokusí se Sesterstvo napadnout prototypem neviditelného korábu, avšak havaruje a tím přijde o tajnou harkonnenskou zbraň. Později v hněvu zavraždí svého otce – k baronově značné nelibosti, který si přes všechny výhrady vůči Abulurdovi rozhodně nepřál smrt člena svého rodu. Nakonec se Rabban pokusí spolu s vikomtem Moritanim dobýt Caladan (který odeslal své jednotky na pomoc okupovanému Iksu), avšak atreidský mentat Thufir Hawat je lstí zapudí. 
Zároveň se dozvídáme podrobnosti o jeho působení na Giedi Primě, kde nejprve zavraždil rodiče Duncana Idaha a později znásilnil a usmrtil sestru Gurneye Hallecka. Oba se později stali elitními atreidskými bojovníky a Rabbana považovali za svého osobního nepřítele. 

## Paul z Duny
V Paulovi z Duny, jehož část se odehrává přibližně dvanáct let po Předehrách (a čtyři roky před Dunou) je Rabban pověřen vedením harkonnenských vojsk ve Válce asasinů mezi rodem Moritani na jedné straně a rody Atreidů, Ekazů a Verniů na straně druhé. Harkonnenská pomoc rodu Moritani má proběhnout tajně, avšak Rabban kvůli své zbrklosti nejprve zahubí značnou část svého vojska a později je poznán (a téměř dopaden) Idahem a Halleckem, a tak se Atreidové o harkonnenské účasti dozvědí. 

## Duna
Rabban byl guvernérem Arrakis předtím, než byla udělena v léno Atreidům a po úspěšném útoku Harkonnenů a opětovném převzetí moci se jím znovu stal. Nyní byl však pouhou figurkou v plánu svého strýce Vladimira – ten chtěl, aby na planetě nastolil hrůzovládu, přičemž by byl později nahrazen svým bratrem Feydem, kterého by domorodci vítali jako osvoboditele od útlaku. Dostal se tedy do nezáviděníhodné pozice-od svého strýce dostal rozkaz nemilosrdně vysávat zdroje melanže, aby se pokryly obrovské náklady, které stálo dobytí Arrakis; na druhou stranu mu odepřel materiální pomoc, kterou by potřeboval proti stále hojnějším útokům domorodých fremenů. Ti pod velením Muad'Diba (Paula Atreida) jeho muže zatlačili do defenzivy a povedlo se jim téměř úplně zastavit těžbu melanže. Na to reagoval imperátor Shaddam IV. a přiletěl se svými vojsky rozdrtit fremenské povstání. Byl však zcela poražen v bitvě, ve které nalezl smrt i Rabban. O několik okamžiků později vymřeli Harkonnenové po meči a Paul Atreides se stal imperátorem.

## Filmová zpracování
Ve filmu Duna z roku 1984 hrál Rabbana Paul L. Smith,ve zpracování Duny z roku 2000 László Imre Kish. Ve filmu Duna  z roku 2021 jej ztvárnil Dave Bautista.